# Liviana
La liviana es un palo flamenco.
Algunos autores la hacen proceder de la seguiriya, cantada de forma más ligera que esta, debido quizás a su forma literaria, que es igual que la de la seguidilla castellana. Sin embargo, otros autores estiman que la adopción de las formas de la seguiriya es posterior a la existencia de la liviana, concretamente de la época en que se le añade acompañamiento de guitarra y se adopta como palo autónomo por los cantaores profesionales. Según esta teoría, su origen estaría en los cantes camperos andaluces, sin acompañamiento, posiblemente del grupo de los cantes arrieros.
Tradicionalmente, la liviana se cantaba junto con las serranas, aunque paulatinamente se fue perdiendo y, desde comienzos del siglo XX, es un palo muy poco practicado, aunque permanece vigente. Entre sus intérpretes, destaca Pepe el de la Matrona.